# Hansons River
Der Hansons River ist ein Fluss im Nordwesten des australischen Bundesstaates Tasmanien.

## Geografie
Der rund 17 Kilometer lange Hansons River entspringt an den Südhängen des Mount Campbell im Nordteil des Cradle-Mountain-Lake-St.-Clair-Nationalparks. Von dort fließt er nach Ost-Nordosten und mündet an der Nordgrenze des Nationalparks in den Forth River.